# زينة الحياة (مسلسل مغربي)
أول مسلسل مغربي مطول من 120 حلقة يحكي قصة عائلة الزيتوني، يجسد شخصيات المسلسل مجموعة من الفنانين المعروفين في الساحة الفنية المغربية كاحمد أولاد بوودنين كما تم اكتشاف مواهب جديدة شببية كأحلام شرف الدين. تم عرضه لأول مرة في شهر أبريل 2011 على قناة الأولى المغربية وذلك من الاثنين إلى الجمعة على الساعة 20.15 مساء وفي شهر رمضان على الساعة 23:15.

## القصة
القصة تحكي عن رب العائلة الذي يحمل اسم الطاهر الزيتوني المحور الرئيسي للمسلسل والمؤسس الرئيسي لزينة سكن وهي شركة تملكها العائلة التي سعى من خلالها الطاهر الزيتوني إلى بسط النفوذ في الوسط العقاري وميدان الأعمال. تبدأ المشاكل عندما يختفي يخت الطاهر خلال رحلة لجزر الكناري وتظهر كاتبته مقتولة. وبعد سنة من اختفائه يطلب أحمد ابنه تمويته قضائيا ويبدأ الصراع مع أخيه عمر وأمه حبيبة للسيطرة على الشركة كما يشتد مع شركة العبدي المنافسة اللدودة التي تديرها حسناء العبدي. و تتعقد الأمور بظهور الطاهر الذي يصبح متابعا من طرف العدالة مما يجعله يتخلى عن إدارة الشركة ويبدأ صراع جديد بين الشركاء حيث يبرز علال كشخص لا حدود لطموحاته للسيطرة على الشركة مستعملا كل الوسائل ولو أدت إلى ارتكاب جرائم هو وشريكه الخطير حميد المختاري الذي له ثأر قديم ضد عائلة الزيتوني.
سلسلة زينة الحياة سلسلة مشوقة ومثيرة لما تحمل من احداث درامية. تطرقت قصة السلسلة إلى الفصل بين الحياة الشخصية والحياة المهنية كما اذمج فيها بعض العلاقات التي تجمع الافراد كعلاقة الزواج الابوة الحب الخيانة والغدر. كما يبين العمل مدى إفشال العائلة في بعض الأحيان للعلاقات الغرامية كما تصور السلسلة صراعا شرسا امتد لأربعين سنة بين عائلة الزيتوني وعائلة العبدي.

## توزيع الأدوار
| الدور                         | الممثل             |
| ----------------------------- | ------------------ |
| الطاهر الزيتوني               | هشام اشعاب         |
| حبيبة زوجة الطاهر الزيتوني    | زينب السمايكي      |
| أحمد الزيتوني                 | كريم الدكالي       |
| مريم بنونة زوجة أحمد الزيتوني | زبيدة عاكف         |
| عمر الزيتوني                  | خالد بنشكرة        |
| فريدة زوجة عمر الزيتوني       | آمال صقر           |
| حسناء العبدي                  | سهام أسيف          |
| نوال بنجلون                   | ليلى الحديوي       |
| ندى الزروالي / الزيتوني       | أحلام شرف الدين    |
| علال بلمير                    | احمد أولاد بوودنين |
| عبد الهادي ابن علال بلمير     | ياسين أحجام        |
| حميد المختاري                 | جمال العبابسي      |
| جمال ابن عمر الزيتوني         | عبد الله بنسعيد    |
| مهدي ابن أحمد الزيتوني        | يحيى الفاندي       |
| حليم العبدي                   | وليد الكناوي       |
| زينب بنت أحمد الزيتوني        | رجاء عمران         |
| سناء بنت عمر الزيتوني         | كريمة كيت          |
| هند                           | سناء بحاج          |
| عادل عمور                     | محمد عياد          |
| مارية الزوجة الثانية للطاهر   | ليلى دجلي          |
| المفتش رفيق                   | أمين هاني          |
| رانيا البقالي                 | حنان بلحوسين       |
| مليكة                         | بديعة الصنهاجي     |
| فطومة                         | نعيمة لوادني       |
| بشرى                          | مريم باكوش         |